# Automobil-Weltmeisterschaft 1973
Die Automobil-Weltmeisterschaft 1973 war die 24. Saison der Automobil-Weltmeisterschaft, die heutzutage als Formel-1-Weltmeisterschaft bezeichnet wird. In ihrem Rahmen wurden über 15 Rennen in der Zeit vom 28. Januar 1973 bis zum 7. Oktober 1973 die Fahrerweltmeisterschaft und der Internationale Pokal der Formel-1-Konstrukteure ausgetragen.
Jackie Stewart gewann zum dritten und letzten Mal die Fahrer-Weltmeisterschaft. Lotus-Ford wurde zum sechsten Mal Konstrukteursweltmeister.
Der FIA-Ehrentitel Großer Preis von Europa wurde 1973 an den Großen Preis von Belgien vergeben.

## Teams und Fahrer
| Foto             | Team | Konstrukteur      | Chassis                                             | Motor        | Reifen | Fahrer               | Rennen              |
| ---------------- | --- | ----------------- | --------------------------------------------------- | ------------ | ------ | -------------------- | ------------------- |
| Lotus 72E        | John Player Team Lotus                                                                                             | Lotus-Ford        | 72D 72E                                             | Cosworth DFV | G      | Ronnie Peterson      | 1–15                |
| Lotus 72E        | John Player Team Lotus                                                                                             | Lotus-Ford        | 72D 72E                                             | Cosworth DFV | G      | Emerson Fittipaldi   | 1–15                |
| Tyrrell 006      | Elf Team Tyrrell                                                                                                   | Tyrrell-Ford      | Tyrrell 005 Tyrrell 006                             | Cosworth DFV | G      | Jackie Stewart       | 1–15                |
| Tyrrell 006      | Elf Team Tyrrell                                                                                                   | Tyrrell-Ford      | Tyrrell 005 Tyrrell 006                             | Cosworth DFV | G      | François Cevert      | 1–15                |
| Tyrrell 006      | Elf Team Tyrrell                                                                                                   | Tyrrell-Ford      | Tyrrell 005 Tyrrell 006                             | Cosworth DFV | G      | Chris Amon           | 14–15               |
| Brabham BT3      | Motor Racing Developments Ceramica Pagnossin Team MRD Hexagon of Highgate                                          | Brabham-Ford      | Brabham BT37 Brabham BT42                           | Cosworth DFV | G      | Carlos Reutemann     | 1–15                |
| Brabham BT3      | Motor Racing Developments Ceramica Pagnossin Team MRD Hexagon of Highgate                                          | Brabham-Ford      | Brabham BT37 Brabham BT42                           | Cosworth DFV | G      | Wilson Fittipaldi    | 1–15                |
| Brabham BT3      | Motor Racing Developments Ceramica Pagnossin Team MRD Hexagon of Highgate                                          | Brabham-Ford      | Brabham BT37 Brabham BT42                           | Cosworth DFV | G      | Andrea de Adamich    | 4–6, 8–9            |
| Brabham BT3      | Motor Racing Developments Ceramica Pagnossin Team MRD Hexagon of Highgate                                          | Brabham-Ford      | Brabham BT37 Brabham BT42                           | Cosworth DFV | G      | Rolf Stommelen       | 11–14               |
| Brabham BT3      | Motor Racing Developments Ceramica Pagnossin Team MRD Hexagon of Highgate                                          | Brabham-Ford      | Brabham BT37 Brabham BT42                           | Cosworth DFV | G      | John Watson          | 9, 15               |
| McLaren M23      | Yardley Team McLaren                                                                                               | McLaren-Ford      | McLaren M19A McLaren M19C McLaren M23               | Cosworth DFV | G      | Denny Hulme          | 1–15                |
| McLaren M23      | Yardley Team McLaren                                                                                               | McLaren-Ford      | McLaren M19A McLaren M19C McLaren M23               | Cosworth DFV | G      | Peter Revson         | 1–7, 9–15           |
| McLaren M23      | Yardley Team McLaren                                                                                               | McLaren-Ford      | McLaren M19A McLaren M19C McLaren M23               | Cosworth DFV | G      | Jody Scheckter       | 3, 8–9, 14–15       |
| McLaren M23      | Yardley Team McLaren                                                                                               | McLaren-Ford      | McLaren M19A McLaren M19C McLaren M23               | Cosworth DFV | G      | Jacky Ickx           | 11                  |
| Ferrari 312B2    | Scuderia Ferrari SpA SEFAC                                                                                         | Ferrari           | Ferrari 312B2 Ferrari 312B3                         | Ferrari      | G      | Jacky Ickx           | 1–9, 13             |
| Ferrari 312B2    | Scuderia Ferrari SpA SEFAC                                                                                         | Ferrari           | Ferrari 312B2 Ferrari 312B3                         | Ferrari      | G      | Arturo Merzario      | 1–3, 6, 8, 12–15    |
| March 721G       | Clarke-Mordaunt-Guthrie Racing                                                                                     | March-Ford        | March 721G                                          | Cosworth DFV | F      | Mike Beuttler        | 1–7, 9–15           |
| March 731        | Pierre Robert Racing                                                                                               | March-Ford        | March 731                                           | Cosworth DFV | G      | Reine Wisell         | 7–8                 |
| March 731        | STP March Racing Team March Racing Team Wheatcroft Racing                                                          | March-Ford        | March 721G March 731                                | Cosworth DFV | G      | Jean-Pierre Jarier   | 1–3, 5–8, 12, 14–15 |
| March 731        | STP March Racing Team March Racing Team Wheatcroft Racing                                                          | March-Ford        | March 721G March 731                                | Cosworth DFV | G      | Henri Pescarolo      | 4                   |
| March 731        | STP March Racing Team March Racing Team Wheatcroft Racing                                                          | March-Ford        | March 721G March 731                                | Cosworth DFV | G      | Roger Williamson     | 9–10                |
| Surtees TS14A    | Brooke Bond Oxo Rob Walker Team Surtees Brooke Bond Oxo Team Surtees Ceragmica Pagnossin Team Surtees Team Surtees | Surtees-Ford      | Surtees TS9A Surtees TS9B Surtees TS14A             | Cosworth DFV | F      | Mike Hailwood        | 1–15                |
| Surtees TS14A    | Brooke Bond Oxo Rob Walker Team Surtees Brooke Bond Oxo Team Surtees Ceragmica Pagnossin Team Surtees Team Surtees | Surtees-Ford      | Surtees TS9A Surtees TS9B Surtees TS14A             | Cosworth DFV | F      | Carlos Pace          | 1–15                |
| Surtees TS14A    | Brooke Bond Oxo Rob Walker Team Surtees Brooke Bond Oxo Team Surtees Ceragmica Pagnossin Team Surtees Team Surtees | Surtees-Ford      | Surtees TS9A Surtees TS9B Surtees TS14A             | Cosworth DFV | F      | Luiz Bueno           | 2                   |
| Surtees TS14A    | Brooke Bond Oxo Rob Walker Team Surtees Brooke Bond Oxo Team Surtees Ceragmica Pagnossin Team Surtees Team Surtees | Surtees-Ford      | Surtees TS9A Surtees TS9B Surtees TS14A             | Cosworth DFV | F      | Andrea de Adamich    | 3                   |
| Surtees TS14A    | Brooke Bond Oxo Rob Walker Team Surtees Brooke Bond Oxo Team Surtees Ceragmica Pagnossin Team Surtees Team Surtees | Surtees-Ford      | Surtees TS9A Surtees TS9B Surtees TS14A             | Cosworth DFV | F      | Jochen Mass          | 9, 11, 15           |
| BRM P160E        | Marlboro BRM | BRM-Ford          | BRM P160C BRM P160D BRM P160E                       | Cosworth DFV | F      | Jean-Pierre Beltoise | 1–15                |
| BRM P160E        | Marlboro BRM | BRM-Ford          | BRM P160C BRM P160D BRM P160E                       | Cosworth DFV | F      | Niki Lauda           | 1–15                |
| BRM P160E        | Marlboro BRM | BRM-Ford          | BRM P160C BRM P160D BRM P160E                       | Cosworth DFV | F      | Clay Regazzoni       | 1–13, 15            |
| BRM P160E        | Marlboro BRM | BRM-Ford          | BRM P160C BRM P160D BRM P160E                       | Cosworth DFV | F      | Peter Gethin         | 14                  |
| Iso-Marlboro IR1 | Frank Williams Racing Cars                                                                                         | Iso-Marlboro-Ford | Iso-Marlboro FX3B Iso-Marlboro IR1 Iso-Marlboro IR2 | Cosworth DFV | F      | Howden Ganley        | 1–15                |
| Iso-Marlboro IR1 | Frank Williams Racing Cars                                                                                         | Iso-Marlboro-Ford | Iso-Marlboro FX3B Iso-Marlboro IR1 Iso-Marlboro IR2 | Cosworth DFV | F      | Nanni Galli          | 1–2, 4–6            |
| Iso-Marlboro IR1 | Frank Williams Racing Cars                                                                                         | Iso-Marlboro-Ford | Iso-Marlboro FX3B Iso-Marlboro IR1 Iso-Marlboro IR2 | Cosworth DFV | F      | Jackie Pretorius     | 3                   |
| Iso-Marlboro IR1 | Frank Williams Racing Cars                                                                                         | Iso-Marlboro-Ford | Iso-Marlboro FX3B Iso-Marlboro IR1 Iso-Marlboro IR2 | Cosworth DFV | F      | Tom Belsø            | 7                   |
| Iso-Marlboro IR1 | Frank Williams Racing Cars                                                                                         | Iso-Marlboro-Ford | Iso-Marlboro FX3B Iso-Marlboro IR1 Iso-Marlboro IR2 | Cosworth DFV | F      | Henri Pescarolo      | 8, 11               |
| Iso-Marlboro IR1 | Frank Williams Racing Cars                                                                                         | Iso-Marlboro-Ford | Iso-Marlboro FX3B Iso-Marlboro IR1 Iso-Marlboro IR2 | Cosworth DFV | F      | Graham McRae         | 9                   |
| Iso-Marlboro IR1 | Frank Williams Racing Cars                                                                                         | Iso-Marlboro-Ford | Iso-Marlboro FX3B Iso-Marlboro IR1 Iso-Marlboro IR2 | Cosworth DFV | F      | Gijs van Lennep      | 10, 12–13           |
| Iso-Marlboro IR1 | Frank Williams Racing Cars                                                                                         | Iso-Marlboro-Ford | Iso-Marlboro FX3B Iso-Marlboro IR1 Iso-Marlboro IR2 | Cosworth DFV | F      | Tim Schenken         | 14                  |
| Iso-Marlboro IR1 | Frank Williams Racing Cars                                                                                         | Iso-Marlboro-Ford | Iso-Marlboro FX3B Iso-Marlboro IR1 Iso-Marlboro IR2 | Cosworth DFV | F      | Jackie Ickx          | 15                  |
| Shadow DN1       | UOP Shadow Racing                                                                                                  | Shadow-Ford       | Shadow DN1                                          | Cosworth DFV | G      | Jackie Oliver        | 3–15                |
| Shadow DN1       | UOP Shadow Racing                                                                                                  | Shadow-Ford       | Shadow DN1                                          | Cosworth DFV | G      | George Follmer       | 3–15                |
| Shadow DN1       | UOP Shadow Racing                                                                                                  | Shadow-Ford       | Shadow DN1                                          | Cosworth DFV | G      | Brian Redman         | 15                  |
|                  | Scribante Lucky Strike Racing                                                                                      | Lotus-Ford        | Lotus 72D                                           | Cosworth DFV | F      | Dave Charlton        | 3                   |
|                  | Blignaut Lucky Strike Racing                                                                                       | Tyrrell-Ford      | Tyrrell 004                                         | Cosworth DFV | G      | Eddie Keizan         | 3                   |
| Shadow DN1       | Embassy Hill | Shadow-Ford       | Shadow DN1                                          | Cosworth DFV | G      | Graham Hill          | 4–15                |
| Tecno PA123/6    | Martini Racing Team                                                                                                | Tecno             | Tecno PA126/6 Tecno EA371                           | Tecno B12    | F      | Chris Amon           | 5–6, 9–10, 12       |
|                  | LEC Refrigeration Racing                                                                                           | March-Ford        | March 731                                           | Cosworth DFV | G      | David Purley         | 6, 9–11, 13         |
|                  | Hesketh Racing | March-Ford        | March 731                                           | Cosworth DFV | G      | James Hunt           | 6, 8–10, 12–15      |
| Ensign N173      | Ensign Racing | Ensign-Ford       | Ensign N173                                         | Cosworth DFV | F      | Rikky von Opel       | 8–10, 12–15         |

## Rennberichte

### Großer Preis von Argentinien
| Platz | Fahrer             | Team         | Zeit         |
| ----- | ------------------ | ------------ | ------------ |
| 1     | Emerson Fittipaldi | Lotus-Ford   | 1:56:18,22   |
| 2     | François Cevert    | Tyrrell-Ford | + 4,69 Sek.  |
| 3     | Jackie Stewart     | Tyrrell-Ford | + 33,19 Sek. |
| 4     | Jacky Ickx         | Ferrari      | + 42,57 Sek. |
| 5     | Denis Hulme        | McLaren-Ford | + 1 Runde    |
| 6     | Wilson Fittipaldi  | Brabham-Ford | + 1 Runde    |
| PP    | Clay Regazzoni     | B.R.M.       | 1:10,54 Min. |
| SR    | Emerson Fittipaldi | Lotus-Ford   | 1:11,22 Min. |

Der Große Preis von Argentinien auf dem Autódromo Municipal Ciudad de Buenos Aires fand am 28. Januar 1973 statt und ging über eine Distanz von 96 Runden à 3,345 km, was einer Gesamtdistanz von 321,120 km entspricht.
Emerson Fittipaldi gewann das Rennen vor François Cevert und Jackie Stewart.

### Großer Preis von Brasilien
| Platz | Fahrer                         | Team                    | Zeit          |
| ----- | ------------------------------ | ----------------------- | ------------- |
| 1     | Emerson Fittipaldi             | Lotus-Ford              | 1:43:55,6     |
| 2     | Jackie Stewart                 | Tyrrell-Ford            | + 13,5 Sek.   |
| 3     | Denis Hulme                    | McLaren-Ford            | + 1:46,4 Min. |
| 4     | Arturo Merzario                | Ferrari                 | + 1 Runde     |
| 5     | Jacky Ickx                     | Ferrari                 | + 1 Runde     |
| 6     | Clay Regazzoni                 | B.R.M.                  | + 1 Runde     |
| PP    | Ronnie Peterson                | Lotus-Ford              | 2:30,5 Min.   |
| SR    | Emerson Fittipaldi Denis Hulme | Lotus-Ford McLaren-Ford | 2:35,0 Min.   |

Der Große Preis von Brasilien auf dem Autódromo José Carlos Pace fand am 11. Februar 1973 statt und ging über eine Distanz von 40 Runden à 7,960 km, was einer Gesamtdistanz von 318,400 km entspricht.
Emerson Fittipaldi gewann das Rennen vor Jackie Stewart und Denis Hulme.

### Großer Preis von Südafrika
| Platz | Fahrer             | Team         | Zeit         |
| ----- | ------------------ | ------------ | ------------ |
| 1     | Jackie Stewart     | Tyrrell-Ford | 1:43:11,07   |
| 2     | Peter Revson       | McLaren-Ford | + 24,55 Sek. |
| 3     | Emerson Fittipaldi | Lotus-Ford   | + 25,06 Sek. |
| 4     | Arturo Merzario    | Ferrari      | + 1 Runde    |
| 5     | Denis Hulme        | McLaren-Ford | + 2 Runden   |
| 6     | George Follmer     | Shadow-Ford  | + 2 Runden   |
| PP    | Denis Hulme        | McLaren-Ford | 1:16,28 Min. |
| SR    | Emerson Fittipaldi | Lotus-Ford   | 1:17,10 Min. |

Der Große Preis von Südafrika auf dem Kyalami Grand Prix Circuit fand am 3. März 1973 statt und ging über eine Distanz von 79 Runden à 4,104 km, was einer Gesamtdistanz von 324,216 km entspricht.
Jackie Stewart gewann das Rennen vor Peter Revson und Emerson Fittipaldi.
In der zweiten Runde gerieten Jacky Ickx, Mike Hailwood und Clay Regazzoni in einen schweren Unfall, wobei Regazzonis B.R.M. in Flammen aufging. Mike Hailwood gelang es, den bewusstlosen Schweizer aus seinem Auto zu zerren und rettete ihm so das Leben.

### Großer Preis von Spanien
| Platz | Fahrer               | Team         | Zeit          |
| ----- | -------------------- | ------------ | ------------- |
| 1     | Emerson Fittipaldi   | Lotus-Ford   | 1:48:18,7     |
| 2     | François Cevert      | Tyrrell-Ford | + 42,7 Sek.   |
| 3     | George Follmer       | Shadow-Ford  | + 1:13,1 Min. |
| 4     | Peter Revson         | McLaren-Ford | + 1 Runde     |
| 5     | Jean-Pierre Beltoise | B.R.M.       | + 1 Runde     |
| 6     | Denis Hulme          | McLaren-Ford | + 1 Runde     |
| PP    | Ronnie Peterson      | Lotus-Ford   | 1:21,8 Min.   |
| SR    | Ronnie Peterson      | Lotus-Ford   | 1:23,8 Min.   |

Der Große Preis von Spanien auf dem Circuit de Montjuïc fand am 29. April 1973 statt und ging über eine Distanz von 75 Runden à 3,791 km, was einer Gesamtdistanz von 284,325 km entspricht.
Emerson Fittipaldi gewann das Rennen vor François Cevert und George Follmer.

### Großer Preis von Belgien
| Platz | Fahrer             | Team         | Zeit            |
| ----- | ------------------ | ------------ | --------------- |
| 1     | Jackie Stewart     | Tyrrell-Ford | 1:42:13,43      |
| 2     | François Cevert    | Tyrrell-Ford | + 31,84 Sek.    |
| 3     | Emerson Fittipaldi | Lotus-Ford   | + 2:02,790 Min. |
| 4     | Andrea de Adamich  | Brabham-Ford | + 1 Runde       |
| 5     | Niki Lauda         | B.R.M.       | + 1 Runde       |
| 6     | Chris Amon         | Tecno        | + 3 Runden      |
| PP    | Ronnie Peterson    | Lotus-Ford   | 1:22,46 Min.    |
| SR    | François Cevert    | Tyrrell-Ford | 1:25,42 Min.    |

Der Große Preis von Belgien auf dem Circuit Zolder fand am 20. Mai 1973 statt und ging über eine Distanz von 70 Runden à 4,220 km, was einer Gesamtdistanz von 295,400 km entspricht. Der Grand Prix trug auch den FIA-Ehrentitel Großer Preis von Europa.
Jackie Stewart gewann vor François Cevert und Emerson Fittipaldi.

### Großer Preis von Monaco
| Platz | Fahrer             | Team         | Zeit        |
| ----- | ------------------ | ------------ | ----------- |
| 1     | Jackie Stewart     | Tyrrell-Ford | 1:57:44,3   |
| 2     | Emerson Fittipaldi | Lotus-Ford   | + 1,6 Sek.  |
| 3     | Ronnie Peterson    | Lotus-Ford   | + 1 Runde   |
| 4     | François Cevert    | Tyrrell-Ford | + 1 Runde   |
| 5     | Andrea de Adamich  | Brabham-Ford | + 2 Runden  |
| 6     | Denis Hulme        | McLaren-Ford | + 2 Runden  |
| PP    | Jackie Stewart     | Tyrrell-Ford | 1:27,5 Min. |
| SR    | Emerson Fittipaldi | Lotus-Ford   | 1:28,1 Min. |

Der Große Preis von Monaco auf dem Circuit de Monaco fand am 3. Juni 1973 statt und ging über eine Distanz von 78 Runden à 3,278 km, was einer Gesamtdistanz von 255,684 km entspricht.
Jackie Stewart gewann das Rennen vor Emerson Fittipaldi und Ronnie Peterson.

### Großer Preis von Schweden
| Platz | Fahrer           | Team         | Zeit          |
| ----- | ---------------- | ------------ | ------------- |
| 1     | Denis Hulme      | McLaren-Ford | 1:56:46,049   |
| 2     | Ronnie Peterson  | Lotus-Ford   | + 4,039 Sek.  |
| 3     | François Cevert  | Tyrrell-Ford | + 14,667 Sek. |
| 4     | Carlos Reutemann | Brabham-Ford | + 18,068 Sek. |
| 5     | Jackie Stewart   | Tyrrell-Ford | + 25,998 Sek. |
| 6     | Jacky Ickx       | Ferrari      | + 1 Runde     |
| PP    | Ronnie Peterson  | Lotus-Ford   | 1:23,810 Min. |
| SR    | Denis Hulme      | McLaren-Ford | 1:26,146 Min. |

Der Große Preis von Schweden auf dem Scandinavian Raceway fand am 17. Juni 1973 statt und ging über eine Distanz von 80 Runden à 4,018 km, was einer Gesamtdistanz von 321,440 km entspricht.
Denis Hulme gewann das Rennen vor Ronnie Peterson und François Cevert.

### Großer Preis von Frankreich
| Platz | Fahrer           | Team         | Zeit           |
| ----- | ---------------- | ------------ | -------------- |
| 1     | Ronnie Peterson  | Lotus-Ford   | 1:41:36,52     |
| 2     | François Cevert  | Tyrrell-Ford | + 40,92 Sek.   |
| 3     | Carlos Reutemann | Brabham-Ford | + 46,48 Sek.   |
| 4     | Jackie Stewart   | Tyrrell-Ford | + 46,93 Sek.   |
| 5     | Jacky Ickx       | Ferrari      | + 48,90 Sek.   |
| 6     | James Hunt       | March-Ford   | + 1:22,54 Min. |
| PP    | Jackie Stewart   | Tyrrell-Ford | 1:48,37 Min.   |
| SR    | Denis Hulme      | McLaren-Ford | 1:50,99 Min.   |

Der Große Preis von Frankreich auf dem Circuit Paul Ricard fand am 1. Juli 1973 statt und ging über eine Distanz von 54 Runden à 5,810 km, was einer Gesamtdistanz von 313,740 km entspricht.
Ronnie Peterson gewann das Rennen vor François Cevert und Carlos Reutemann. Für Peterson war es der erste Sieg in der Formel 1.

### Großer Preis von Großbritannien
| Platz | Fahrer           | Team         | Zeit        |
| ----- | ---------------- | ------------ | ----------- |
| 1     | Peter Revson     | McLaren-Ford | 1:29:18,5   |
| 2     | Ronnie Peterson  | Lotus-Ford   | + 2,8 Sek.  |
| 3     | Denis Hulme      | McLaren-Ford | + 3,0 Sek.  |
| 4     | James Hunt       | March-Ford   | + 3,4 Sek.  |
| 5     | François Cevert  | Tyrrell-Ford | + 36,6 Sek. |
| 6     | Carlos Reutemann | Brabham-Ford | + 44,7 Sek. |
| PP    | Ronnie Peterson  | Lotus-Ford   | 1:16,3 Min. |
| SR    | James Hunt       | March-Ford   | 1:18,6 Min. |

Der Große Preis von Großbritannien auf dem Silverstone Circuit fand am 14. Juli 1973 statt und ging über eine Distanz von 67 Runden à 4,711 km, was einer Gesamtdistanz von 315,637 km entspricht.
Peter Revson gewann das Rennen vor Ronnie Peterson und Denis Hulme. Es war Revsons erster Sieg.
Bereits in der ersten Runde gab es einen Abbruch, nachdem neun Fahrer in eine Massenkarambolage verwickelt gewesen waren. Unter ihnen Jochen Mass, Jody Scheckter, Mike Hailwood und Roger Williamson, der sein erstes von nur zwei Rennen startete.

### Großer Preis der Niederlande
| Platz | Fahrer               | Team              | Zeit           |
| ----- | -------------------- | ----------------- | -------------- |
| 1     | Jackie Stewart       | Tyrrell-Ford      | 1:39:12,45     |
| 2     | François Cevert      | Tyrrell-Ford      | + 15,83 Sek.   |
| 3     | James Hunt           | March-Ford        | + 1:03,01 Min. |
| 4     | Peter Revson         | McLaren-Ford      | + 1:09,13 Min. |
| 5     | Jean-Pierre Beltoise | B.R.M.            | + 1:13,37 Min. |
| 6     | Gijs van Lennep      | Iso Marlboro-Ford | + 2 Runden     |
| PP    | Ronnie Peterson      | Lotus-Ford        | 1:19,47 Min.   |
| SR    | Ronnie Peterson      | Lotus-Ford        | 1:20,31 Min.   |

Der Große Preis der Niederlande auf dem Circuit Park Zandvoort fand am 29. Juli 1973 statt und ging über eine Distanz von 72 Runden à 4,226 km, was einer Gesamtdistanz von 304,272 km entspricht.
Jackie Stewart gewann das Rennen vor François Cevert und James Hunt.
In der siebten Runde verunglückte der Brite Roger Williamson in seinem March schwer. Sein Wagen blieb dabei umgestürzt liegen und fing Feuer. Die Streckenposten konnten ihm dabei nicht helfen. Einzig David Purley gab sein Rennen auf und versuchte seinen Teamkollegen zu befreien, doch Williamson verbrannte in seinem Wagen.

### Großer Preis von Deutschland
| Platz | Fahrer             | Team         | Zeit          |
| ----- | ------------------ | ------------ | ------------- |
| 1     | Jackie Stewart     | Tyrrell-Ford | 1:42:03,0     |
| 2     | François Cevert    | Tyrrell-Ford | + 1,6 Sek.    |
| 3     | Jacky Ickx         | McLaren-Ford | + 41,2 Sek.   |
| 4     | Carlos Pace        | Surtees-Ford | + 53,8 Sek.   |
| 5     | Wilson Fittipaldi  | Brabham-Ford | + 1:19,9 Min. |
| 6     | Emerson Fittipaldi | Lotus-Ford   | + 1:24,3 Min. |
| PP    | Jackie Stewart     | Tyrrell-Ford | 7:07,8 Min.   |
| SR    | Carlos Pace        | Surtees-Ford | 7:11,4 Min.   |

Der Große Preis von Deutschland auf dem Nürburgring fand am 5. August 1973 statt und ging über eine Distanz von 14 Runden à 22,835 km, was einer Gesamtdistanz von 319,690 km entspricht.
Jackie Stewart gewann das Rennen vor François Cevert und Jacky Ickx.

### Großer Preis von Österreich
| Platz | Fahrer               | Team         | Zeit           |
| ----- | -------------------- | ------------ | -------------- |
| 1     | Ronnie Peterson      | Lotus-Ford   | 1:28:48,78     |
| 2     | Jackie Stewart       | Tyrrell-Ford | + 9,01 Sek.    |
| 3     | Carlos Pace          | Surtees-Ford | + 46,64 Sek.   |
| 4     | Carlos Reutemann     | Brabham-Ford | + 47,91 Sek.   |
| 5     | Jean-Pierre Beltoise | B.R.M.       | + 1:21,60 Min. |
| 6     | Clay Regazzoni       | B.R.M.       | + 1:38,40 Min. |
| PP    | Emerson Fittipaldi   | Lotus-Ford   | 1:34,98 Min.   |
| SR    | Carlos Pace          | Surtees-Ford | 1:37,29 Min.   |

Der Große Preis von Österreich auf dem Österreichring fand am 19. August 1973 statt und ging über eine Distanz von 54 Runden à 5,911 km, was einer Gesamtdistanz von 319,194 km entspricht.
Ronnie Peterson gewann das Rennen vor Jackie Stewart und Carlos Pace.

### Großer Preis von Italien
| Platz | Fahrer             | Team         | Zeit        |
| ----- | ------------------ | ------------ | ----------- |
| 1     | Ronnie Peterson    | Lotus-Ford   | 1:29:17,0   |
| 2     | Emerson Fittipaldi | Lotus-Ford   | + 0,8 Sek.  |
| 3     | Peter Revson       | McLaren-Ford | + 28,8 Sek. |
| 4     | Jackie Stewart     | Tyrrell-Ford | + 33,2 Sek. |
| 5     | François Cevert    | Tyrrell-Ford | + 46,2 Sek. |
| 6     | Carlos Reutemann   | Brabham-Ford | + 59,8 Sek. |
| PP    | Ronnie Peterson    | Lotus-Ford   | 1:34,8 Min. |
| SR    | Jackie Stewart     | Tyrrell-Ford | 1:35,3 Min. |

Der Große Preis von Italien auf dem Autodromo Nazionale di Monza fand am 9. September 1973 statt und ging über eine Distanz von 55 Runden à 5,775 km, was einer Gesamtdistanz von 317,625 km entspricht.
Ronnie Peterson gewann das Rennen vor Emerson Fittipaldi und Peter Revson.
Jackie Stewart sicherte sich vorzeitig seine dritte und letzte Weltmeisterschaft.

### Großer Preis von Kanada
| Platz | Fahrer               | Team              | Zeit          |
| ----- | -------------------- | ----------------- | ------------- |
| 1     | Peter Revson         | McLaren-Ford      | 1:59:04,083   |
| 2     | Emerson Fittipaldi   | Lotus-Ford        | + 32,734 Sek. |
| 3     | Jackie Oliver        | Shadow-Ford       | + 34,505 Sek. |
| 4     | Jean-Pierre Beltoise | B.R.M.            | + 36,514 Sek. |
| 5     | Jackie Stewart       | Tyrrell-Ford      | + 1 Runde     |
| 6     | Howden Ganley        | Iso Marlboro-Ford | + 1 Runde     |
| PP    | Ronnie Peterson      | Lotus-Ford        | 1:13,697 Min. |
| SR    | Emerson Fittipaldi   | Lotus-Ford        | 1:15,490 Min. |

Der Große Preis von Kanada auf dem Mosport Park fand am 23. September 1973 statt und ging über eine Distanz von 80 Runden à 3,957 km, was einer Gesamtdistanz von 316,560 km entspricht.
Peter Revson gewann das Rennen vor Emerson Fittipaldi und Jackie Oliver.

### Großer Preis der USA
| Platz | Fahrer             | Team         | Zeit            |
| ----- | ------------------ | ------------ | --------------- |
| 1     | Ronnie Peterson    | Lotus-Ford   | 1:41:15,799     |
| 2     | James Hunt         | March-Ford   | + 0,668 Sek.    |
| 3     | Carlos Reutemann   | Brabham-Ford | + 22,930 Sek.   |
| 4     | Denis Hulme        | McLaren-Ford | + 50,226 Sek.   |
| 5     | Peter Revson       | McLaren-Ford | + 1:20,367 Min. |
| 6     | Emerson Fittipaldi | Lotus-Ford   | + 1:47,945 Min. |
| PP    | Ronnie Peterson    | Lotus-Ford   | 1:39,657 Min.   |
| SR    | James Hunt         | March-Ford   | 1:41,652 Min.   |

Der Große Preis der USA auf dem Watkins Glen International fand am 7. Oktober 1973 statt und ging über eine Distanz von 59 Runden à 5,433 km, was einer Gesamtdistanz von 320,547 km entspricht.
Ronnie Peterson gewann das Rennen vor James Hunt und Carlos Reutemann, während Lotus Konstrukteursweltmeister wurde.
Beim Abschlusstraining verunglückte François Cevert tödlich.
Jackie Stewart, der wegen des Unfalls seines Teamkollegen Cevert bei diesem Grand Prix nicht startete, beendete seine Fahrerkarriere.

## Weltmeisterschaftswertungen
| Platz  | 1 | 2 | 3 | 4 | 5 | 6 |
| Punkte | 9 | 6 | 4 | 3 | 2 | 1 |

Für die Wertung wurden die besten sieben Ergebnisse der ersten acht und die besten sechs der restlichen sieben Rennen berücksichtigt. In der Konstrukteurswertung wurde der jeweils bestplatzierte Wagen berücksichtigt.

### Fahrerwertung
| Pos. | Fahrer         | Konstrukteur      |     |     |     |     |     |     |     |     |     |     |     |     |     |     |     | Punkte |
| 01   | J. Stewart     | Tyrrell-Ford      | 3   | 2   | 1   | DNF | 1   | 1   | 5   | 4   | 10  | 1   | 1   | 2   | 4   | 5   | DNS | 71     |
| 02   | E. Fittipaldi  | Lotus-Ford        | 1   | 1   | 3   | 1   | 3   | 2   | 12  | DNF | DNF | DNF | 6   | DNF | 2   | 2   | 6   | 55     |
| 03   | R. Peterson    | Lotus-Ford        | DNF | DNF | 11  | DNF | DNF | 3   | 2   | 1   | 2   | 11  | DNF | 1   | 1   | DNF | 1   | 52     |
| 04   | F. Cevert      | Tyrrell-Ford      | 2   | 10  | NC  | 2   | 2   | 4   | 3   | 2   | 5   | 2   | 2   | DNF | 5   | DNF | DNS | 47     |
| 05   | P. Revson      | McLaren-Ford      | 8   | DNF | 2   | 4   | DNF | 5   | 7   |     | 1   | 4   | 9   | DNF | 3   | 1   | 5   | 38     |
| 06   | D. Hulme       | McLaren-Ford      | 5   | 3   | 5   | 6   | 7   | 6   | 1   | 8   | 3   | DNF | 12  | 8   | 15  | 13  | 4   | 26     |
| 07   | C. Reutemann   | Brabham-Ford      | DNF | 11  | 7   | DNF | DNF | DNF | 4   | 3   | 6   | DNF | DNF | 4   | 6   | 8   | 3   | 16     |
| 08   | J. Hunt        | March-Ford        |     |     |     |     |     | 9   |     | 6   | 4   | 3   |     | DNF | DNS | 7   | 2   | 14     |
| 09   | J. Ickx        | Ferrari           | 4   | 5   | DNF | 12  | DNF | DNF | 6   | 5   | 8   |     |     |     | 8   |     |     | 12     |
| 09   | J. Ickx        | McLaren-Ford      |     |     |     |     |     |     |     |     |     |     | 3   |     |     |     |     | 12     |
| 09   | J. Ickx        | Iso Marlboro-Ford |     |     |     |     |     |     |     |     |     |     |     |     |     |     | 7   | 12     |
| 10   | J.-P. Beltoise | B.R.M.            | DNF | DNF | DNF | 5   | DNF | DNF | DNF | 11  | DNF | 5   | DNF | 5   | 13  | 4   | 9   | 9      |
| 11   | C. Pace        | Surtees-Ford      | DNF | DNF | DNF | DNF | 8   | DNF | 10  | 13  | DNF | 7   | 4   | 3   | DNF | 18  | DNF | 7      |
| 12   | A. Merzario    | Ferrari           | 9   | 4   | 4   |     |     | DNF |     | 7   |     |     |     | 7   | DNF | 15  | 16  | 6      |
| 13   | G. Follmer     | Shadow-Ford       |     |     | 6   | 3   | DNF | DNS | 14  | DNF | DNF | 10  | DNF | DNF | 10  | 17  | 14  | 5      |
| 14   | J. Oliver      | Shadow-Ford       |     |     | DNF | DNF | DNF | 10  | DNF | DNF | DNF | DNF | 8   | DNF | 11  | 3   | 15  | 4      |
| 15   | A. de Adamich  | Surtees-Ford      |     |     | 8   |     |     |     |     |     |     |     |     |     |     |     |     | 3      |
| 15   | A. de Adamich  | Brabham-Ford      |     |     |     | DNF | 4   | 7   |     | DNF | DNF |     |     |     |     |     |     | 3      |
| 16   | W. Fittipaldi  | Brabham-Ford      | 6   | DNF | DNF | 10  | DNF | 11  | DNF | 16  | DNF | DNF | 5   | DNF | DNF | 11  | NC  | 3      |
| 17   | N. Lauda       | B.R.M.            | DNF | 8   | DNF | DNF | 5   | DNF | 13  | 9   | 12  | DNF | DNF | DNS | DNF | DNF | DNF | 2      |
| 18   | C. Regazzoni   | B.R.M.            | 7   | 6   | DNF | 9   | 10  | DNF | 9   | 12  | 7   | 8   | DNF | 6   | DNF |     | 8   | 2      |
| 19   | H. Ganley      | Iso Marlboro-Ford | NC  | 7   | 10  | DNF | DNF | DNF | 11  | 14  | 9   | 9   | DNS | NC  | NC  | 6   | 12  | 1      |
| 20   | G. van Lennep  | Iso Marlboro-Ford |     |     |     |     |     |     |     |     |     | 6   |     | 9   | Ret |     |     | 1      |
| 21   | C. Amon        | Tecno             |     |     |     |     | 6   | DNF |     |     | DNF | DNF |     | DNS |     |     |     | 1      |
| 21   | C. Amon        | Tyrrell-Ford      |     |     |     |     |     |     |     |     |     |     |     |     |     | 10  | DNS | 1      |
| 22   | M. Hailwood    | Surtees-Ford      | DNF | DNF | DNF | DNF | DNF | 8   | DNF | DNF | DNF | DNF | 14  | 10  | 7   | 9   | DNF | 0      |
| 23   | M. Beuttler    | March-Ford        | 10  | DNF | NC  | 7   | 11  | DNF | 8   |     | 11  | DNF | 16  | DNF | DNF | DNF | 10  | 0      |
| 24   | J. Mass        | Surtees-Ford      |     |     |     |     |     |     |     |     | DNF |     | 7   |     |     |     | DNF | 0      |
| 25   | H. Pescarolo   | Iso Marlboro-Ford |     |     |     | 8   |     |     |     | DNF |     |     |     |     |     |     |     | 0      |
| 25   | H. Pescarolo   | March-Ford        |     |     |     |     |     |     |     |     |     |     | 10  |     |     |     |     | 0      |
| 26   | G. Hill        | Shadow-Ford       |     |     |     | DNF | 9   | DNF | DNF | 10  | DNF | NC  | 13  | DNF | 14  | 16  | 13  | 0      |
| 27   | N. Galli       | Iso Marlboro-Ford | DNF | 9   |     | 11  | DNF | DNF |     |     |     |     |     |     |     |     |     | 0      |
| 28   | D. Purley      | March-Ford        |     |     |     |     |     | DNF |     |     | DNS | DNF | 15  |     | 9   |     |     | 0      |
| 29   | J. Scheckter   | McLaren-Ford      |     |     | 9   |     |     |     |     | DNF | DNF |     |     |     |     | DNF | DNF | 0      |
| 30   | R. Stommelen   | Brabham-Ford      |     |     |     |     |     |     |     |     |     |     | 11  | DNF | 12  | 12  |     | 0      |
| 31   | J. Jarier      | March-Ford        | DNF | DNF | NC  |     | DNF | DNF | DNF | DNF |     |     |     | DNF |     | NC  | 11  | 0      |
| 32   | L. Bueno       | Surtees-Ford      |     | 12  |     |     |     |     |     |     |     |     |     |     |     |     |     | 0      |
| 33   | R. von Opel    | Ensign-Ford       |     |     |     |     |     |     |     | 15  | 13  | DNS |     | Ret | Ret | NC  | Ret | 0      |
| 34   | T. Schenken    | Iso Marlboro-Ford |     |     |     |     |     |     |     |     |     |     |     |     |     | 14  |     | 0      |
| —    | E. Keizan      | Tyrrell-Ford      |     |     | NC  |     |     |     |     |     |     |     |     |     |     |     |     | 0      |
| —    | R. Williamson  | March-Ford        |     |     |     |     |     |     |     |     | DNF | DNF |     |     |     |     |     | 0      |
| —    | J. Watson      | Brabham-Ford      |     |     |     |     |     |     |     |     | DNF |     |     |     |     |     | DNF | 0      |
| —    | R. Wisell      | March-Ford        |     |     |     |     |     |     | DNS | DNF |     |     |     |     |     |     |     | 0      |

| Legende  | Legende            | Legende                                                          |
| Farbe    | Abkürzung          | Bedeutung                                                        |
| -------- | ------------------ | ---------------------------------------------------------------- |
| Gold     | –                  | Sieg                                                             |
| Silber   | –                  | 2. Platz                                                         |
| Bronze   | –                  | 3. Platz                                                         |
| Grün     | –                  | Platzierung in den Punkten                                       |
| Blau     | –                  | Klassifiziert außerhalb der Punkteränge                          |
| Violett  | DNF                | Rennen nicht beendet (did not finish)                            |
| Violett  | NC                 | nicht klassifiziert (not classified)                             |
| Rot      | DNQ                | nicht qualifiziert (did not qualify)                             |
| Rot      | DNPQ               | in Vorqualifikation gescheitert (did not pre-qualify)            |
| Schwarz  | DSQ                | disqualifiziert (disqualified)                                   |
| Weiß     | DNS                | nicht am Start (did not start)                                   |
| Weiß     | WD                 | zurückgezogen (withdrawn)                                        |
| Hellblau | PO                 | nur am Training teilgenommen (practiced only)                    |
| Hellblau | TD                 | Freitags-Testfahrer (test driver)                                |
| ohne     | DNP                | nicht am Training teilgenommen (did not practice)                |
| ohne     | INJ                | verletzt oder krank (injured)                                    |
| ohne     | EX                 | ausgeschlossen (excluded)                                        |
| ohne     | DNA                | nicht erschienen (did not arrive)                                |
| ohne     | C                  | Rennen abgesagt (cancelled)                                      |
| ohne     | keine WM-Teilnahme |                                                                  |
| sonstige | P/fett             | Pole-Position                                                    |
| sonstige | 1/2/3/4/5/6/7/8    | Punktplatzierung im Sprint-/Qualifikationsrennen                 |
| sonstige | SR/kursiv          | Schnellste Rennrunde                                             |
| sonstige | *                  | nicht im Ziel, aufgrund der zurückgelegten Distanz aber gewertet |
| sonstige | ()                 | Streichresultate                                                 |
| sonstige | unterstrichen      | Führender in der Gesamtwertung                                   |

### Konstrukteurswertung
| Pos. | Konstrukteur | Punkte |
| ---- | ------------ | ------ |
| 1    | Lotus-Ford   | 92     |
| 2    | Tyrrell-Ford | 82     |
| 3    | McLaren-Ford | 58     |
| 4    | Brabham-Ford | 22     |
| 5    | March-Ford   | 14     |
| 6    | Ferrari      | 12     |

| Pos. | Konstrukteur      | Punkte |
| ---- | ----------------- | ------ |
| 7    | B.R.M.            | 12     |
| 8    | Shadow-Ford       | 9      |
| 9    | Surtees-Ford      | 7      |
| 10   | Iso Marlboro-Ford | 2      |
| 11   | Tecno             | 1      |
| 12   | Ensign-Ford       | 0      |

## Kurzmeldungen Formel 1
- In Kyalami wurde Clay Regazzoni von Mike Hailwood aus seinem brennenden B.R.M. gerettet.
- Roger Williamson kam in Zandvoort bei einem Feuerunfall ums Leben.
- François Cevert verunglückte in Watkins Glen im Training zum Großen Preis der USA tödlich.
- Jackie Stewart wurde zum dritten Mal Weltmeister und zog sich aus dem aktiven Rennsport zurück.